# Sinfonia da Requiem

Sinfonia da Requiem, op. 20, pour orchestre, est une œuvre musicale de Benjamin Britten, composée en 1940 alors qu'il avait 26 ans. Au départ, c'était une œuvre commanditée par le gouvernement impérial japonais pour célébrer le 2 600e anniversaire de la fondation de l'Empire(considérée en 660 av. J.-C.). L'usage d'un titre d'œuvre faisant référence au christianisme et le caractère pacifiste du programme la firent rejeter du commanditaire. La première eut lieu au Carnegie Hall à New York le 29 mars 1941 avec le New York Philharmonic dirigé par John Barbirolli. La première japonaise eut lieu seulement en 1956 sous la direction du compositeur.
Cette symphonie comporte trois mouvements sans interruption :
- Lacrymosa (Andante ben misurato) ;
- Dies irae (Allegro con fuoco) ;
- Requiem aeternam (Andante molto tranquillo).

Les titres des trois mouvements sont tirés de la messe catholique romaine pour les morts mais sans aucun lien direct avec la liturgie. Britten a décrit les trois mouvements de cette façon :
- une lamentation lente sous forme de marche ;
- une forme de danse de la mort ;
- la résolution finale.

L'œuvre dure environ 20 minutes.